# Jean-Louis Roncoroni
Jean-Louis Roncoroni, né le 23 novembre 1926 à Arpajon et mort le 16 septembre 1998 à Saint-Laurent-le-Minier dans le Gard, est un scénariste et dialoguiste de télévision et de cinéma, ainsi qu'un dramaturge français.

## Biographie
Proche de l'écrivain Jean Anouilh avec qui il collabore comme dialoguiste de film, Jean-Louis Roncoroni s'intéresse à l'écriture pour le théâtre. En 1957, il publie sa première pièce Les hommes du dimanche qui est montée avec succès au Théâtre de la Michodière. Suivront trois autres pièces qui l'imposent à la critique parisienne comme un auteur à suivre : en 1957 :  Le Tir Clara mis en scène au théâtre du Palais-Royal par Jean-Louis Barrault -  en 1962 : Le Temps des cerises (Roncoroni) mis en scène au théâtre de l'Œuvre par Yves Robert - en 1964 : Rebrousse-Poil mis en scène au théâtre de l'Œuvre par Pierre Fresnay. 
Comme dialoguiste, il collabore à trois films : en 1958 Le Dos au mur d'Édouard Molinaro -  en 1959 : Douze Heures d'horloge de Géza von Radványi - en 1960 : Les Lionceaux de Jacques Bourdon et, en 1964, il est le scénariste du film de Maurice Labro : Coplan prend des risques.
Mais Jean-Louis Roncoroni s'intéresse aussi à la télévision naissante et dès 1960 il collabore avec Claude Santelli qui dirige pour la RTF Le Théâtre de la jeunesse. Pour cette émission, Roncoroni va adapter et dialoguer plusieurs œuvres littéraires qui seront réalisées par Alain Boudet (réalisateur) : Doubrovsky (1961) et La Fille du Capitaine (1962) d'après Pouchkhine - Les Aventures de David Balfour (1964) d'après Robert Louis Stevenson - Tarass Boulba (1965) d'après Nicolas Gogol et aussi Sans Famille (1965) d'après Hector Malot réalisé par Yannick André.
Pour la RTF et Alain Boudet (réalisateur), Roncoroni écrit aussi trois scénarios originaux de dramatiques qui feront date : Un Bourgeois de Calais (1964) - Eugénie Grandet (1967) d'après Honoré de Balzac et Washington Square (1975) d'après Henry James.
Il a aussi écrit les scénarios et dialogues d'épisodes dans les séries V comme Vengeance et Les enquêtes du commissaire Maigret.
En 1964, Jean-Louis Roncoroni commence une longue collaboration avec la Télévision Suisse Romande et le réalisateur Jean-Jacques Lagrange qui comprend l'écriture de scénarios et dialogues de deux dramatiques et quatre téléfilms.
Ce sont d'abord deux histoires de science-fiction réalisées en vidéo, les premières pour la Télévision Suisse Romande  : La Dame d'Outre Nulle-part (1965) puis Temps Mort (1967) d'après des nouvelles de George Langelaan. La Dame d'Outre Nulle-Part est la première dramatique de la Télévision Suisse Romande qui a été diffusée par la RTF en 1967.
Les téléfilms : Le Fusil de chasse (1971) d'après le roman de Yasushi Inoue - Mérette (1982) - La Petite Fille modèle (1985) - La Confession du Pasteur Burg (1992) d'après le roman de Jacques Chessex.
Le film Mérette a remporté le Grand Prix du Festival International du Film d'Auteur de San Remo 1982 et aussi le Prix de la critique française de télévision après le passage de l'émission à l'ORTF.
Jean-Louis Roncoroni a aussi collaboré avec la société suisse de production de séries télévisées TELVETIA pour laquelle il a écrit les scénarios et dialogues de Bergeval Père et fils (1977), Docteur Erika Werner (1978),  et Battling le ténébreux (1984).
Jean-Louis Roncoroni était membre de la SACD.

## Filmographie

### Scénariste, Dialoguiste, Adaptateur
Films
- 1958 : Le Dos au mur d'Édouard Molinaro (dialoguiste)
- 1959 : Douze Heures d'horloge de Géza von Radványi (dialoguiste)
- 1960 : Les Lionceaux de Jacques Bourdon (dialoguiste)
- 1964 : Coplan prend des risques de Maurice Labro (scénariste)

Courts-métrages
- 1968 : La Princesse vous demande de Jean Delire (adaptateur)

Téléfilms ORTF
- 1985 : Maigret au Picratt's de la série Les enquêtes du commissaire Maigret
- 1989 : Un amour tardif de la série V comme Vengeance, réalisation Patrick Jamain
- 1989 : L'étrange histoire d'Émilie Albert de la série V comme Vengeance, réalisation Claude Boissol

Téléfilms RTS
- 1971 : Le Fusil de Chasse d'après une nouvelle de Yasushi Inoue, réalisation Jean-Jacques Lagrange
- 1982 : Mérette, d'après Henri Le Vert de Gottfried Keller, réalisation Jean-Jacques Lagrange
- 1985 : La Petite Fille modèle, réalisation Jean-Jacques Lagrange
- 1992 : La Confession du Pasteur Burg d'après Jacques Chessex, réalisation Jean-Jacques Lagrange

Telvetia séries TV
- 1977 : Bergeval Père et fils, réalisation Henri Colpi
- 1975 : Docteur Erika Werner, réalisation Paul Siegrist
- 1984 : Battling le Ténébreux, d'après Alexandre Vialatte, réalisation Louis Grospierre

Télévision
- Le Théâtre de la jeunesse :
  - 1961 : Doubrovsky d'après Doubrovsky d'Alexandre Pouchkine, réalisation Alain Boudet
  - 1962 : La Fille du capitaine d'après La Fille du capitaine d'Alexandre Pouchkine, réalisation Alain Boudet
  - 1964 : Les Aventures de David Balfour d'après Robert Louis Stevenson, réalisation Alain Boudet
  - 1965 : Tarass Boulba d'après Tarass Boulba de Nicolas Gogol, réalisation Alain Boudet
  - 1965 : Sans famille d'après Sans famille d'Hector Malot, réalisation Yannick Andréi

- RTF
  - 1964 : Un bourgeois de Calais, réalisation Alain Boudet
  - 1967 : Eugénie Grandet d'après Honoré de Balzac, réalisation Alain Boudet
  - 1975 : Washington Square d'après Henry James, réalisation Alain Boudet

- Télévision suisse romande
  - 1965 : La Dame d'Outre Nulle-part d'après George Langelaan, réalisation Jean-Jacques Lagrange
  - 1967 : Temps mort George Langelaan, réalisation Jean-Jacques Lagrange

## Théâtre
- 1957 : Les Hommes du dimanche, Théâtre de la Michodière (mise en scène de Georges Douking)
- 1959 : Le Tir Clara, Théâtre du Palais-Royal (mise en scène de Jean-Louis Barrault)
- 1962 : Le Temps des cerises, Théâtre de l'Œuvre (mise en scène d'Yves Robert)
- 1964 : Rebrousse-Poil, Théâtre de l'Œuvre (mise en scène de Pierre Fresnay)
- 1974 : La Petite Bête, Maison de la culture de Rennes (mise en scène de Françoise Gründ)